# Совет министров ЦАР
Совет министров Централльноафриканской Республики состоит из 31 члена, назначенных президентом Республики. Совет Министров возглавляется президентом и отвечает за управление деятельностью правительства и принятие законов.

## Состав Совета
| Орган                                                                                                 | Глава                            | Период деятельности                   |
| Президент                                                                                             | Туадера, Фостен-Арканж           | 30 марта 2016 — ныне в должности      |
| Премьер-министр                                                                                       | Симплис Саранджи                 | 2 апреля 2016 года — ныне в должности |
| Государственные министры                                                                              |                                  |                                       |
| Министр национальной обороны, ветеранов, жертвы войны и армейской перестройки                         | Мари-Ноэль Кояра                 |                                       |
| Министр юстиции, правовых реформ, прав человека и хранитель печатей                                   | Аристиде Сокамби                 |                                       |
| Министры                                                                                              |                                  |                                       |
| Министр шахт, энергетики и водных ресурсов                                                            | Сильвен Ндутингай                |                                       |
| Министр экономики, планирования и международного сотрудничества                                       | Флоренция Лимбио                 |                                       |
| Государственный министр по вопросам развития сельских районов                                         | Жан Эд Тэя                       |                                       |
| Министр транспорта и гражданской авиации                                                              | Парфе Анисе Мбайе                |                                       |
| Министр государственной службы, труда, социального обеспечения и профессиональной интеграции молодежи | Гастон Маккузангба               |                                       |
| Министр связи, гражданского права, диалога и национального примирения                                 | Кириак Гонда                     |                                       |
| Министр образования и географической открытости                                                       | Кириак Самба Панса               |                                       |
| Министр по делам семьи, социальным вопросам и национальной солидарности                               | Мария Соландж Пагоненджи-Ндакала |                                       |
| Министр финансов и бюджета                                                                            | Эммануэль Бизон                  |                                       |
| Министр иностранных дел, региональной интеграции и по делам франкоязычных стран                       | Дьедонне Комбо-Яя                |                                       |
| Министр, отвечающий за Генеральный секретариат правительства и отношения с парламентом                | Лоран Нгон Баба                  |                                       |
| Министр внутренних дел и общественной безопасности                                                    | Раймонд Ндугу                    |                                       |
| Министр юстиции и хранитель печатей                                                                   | Тьерри Малейомбо                 |                                       |
| Министр почты и телекоммуникаций, отвечающий за новые технологии                                      | Фиделе Нгуанджика                |                                       |
| Министр здравоохранения, народонаселения и борьбы со СПИДом                                           | Фостин Тенумби                   |                                       |
| Министр реконструкции общественных зданий, градостроительства и жилищного строительства               | Жан Серж Вафио                   |                                       |
| Министр развития туризма и ремесел                                                                    | Бернадетт Сайо                   |                                       |
| Министр торговли, промышленности, малого и среднего предпринимательства                               | Эмили Беатрис Эпай               |                                       |
| Министр водного хозяйства, лесного хозяйства, охоты, рыболовства и окружающей среды                   | Ивон Мбоиссона                   |                                       |
| Министр молодежи, спорта, искусства и культуры                                                        | Дезире Колингба                  |                                       |
| Министры-Делегаты                                                                                     |                                  |                                       |
| Министр сельского хозяйства                                                                           | Дэвид Гбанзуку                   |                                       |
| Министр энергетики и водных ресурсов                                                                  | Жан Кристостом Мекондонго        |                                       |
| Министр охраны окружающей среды                                                                       | Раймонд Адума                    |                                       |
| Министр по вопросам международного сотрудничества                                                     | Мари Рене Хассен                 |                                       |
| Министр начального и среднего образования                                                             | Амбруаза Зава                    |                                       |
| Министр, ответственный за единое регистрационное бюро торговли                                        | Орельен Симплис Зингас           |                                       |